# Исмаил-хан
Исмаил-Хан (полное имя Мохаммад Исмаил-Хан, дари محمد اسماعیل خان, тадж. Муҳаммад Исмоилхон, Алходж Мухаммад Исмоилхон, Туран Исмаил; род. 1946) — политический и государственный деятель республики Афганистан, военачальник, крупный полевой командир афганских моджахедов в период Афганской войны (1979—1989) и «Северного альянса» в период Гражданской войны в Афганистане (1996—2001).
В период Афганской войны (1979—1989) один из наиболее крупных полевых командиров вооружённых формирований афганских моджахедов — главнокомандующий «Западной объединённой группировкой», больше известен как «Туран Исмаил» (капитан Исмаил), позже как «Лев Герата».
Член высшего совета партии «Исламское общество Афганистана». Третий по популярности и влиянию среди её лидеров, после — Бурхануддина Раббани и Ахмад Шах Масуда. Одновременно наиболее крупный полевой командир союза партий «Альянса восьми» — «Шиитской восьмерки».
В дальнейшем, в различные периоды неоднократно занимал пост губернатора провинции Герат. Входил в коалиционное правительство Афганистана, был министром водного хозяйства и энергетики.

## Мохаммад Исмаил-хан, от Турана Исмаила до Льва Герата
Исмаил-хан (Мохаммад Исмаил-хан), таджик по национальности, родился в 1946 году в деревне Насрабад уезда Шинданд провинции Герат в семье Мохаммада Аслама.
Получил высшее военное образование, командир батальона 17-й пехотной дивизии вооружённых сил ДРА — капитан (афг. Туран). В марте 1979 года дезертировал из воинской части и стал одним из организаторов мятежа в Герате. После подавления мятежа Исмаил-Хан покинул Афганистан, но впоследствии вернулся, объединил вокруг себя формирования моджахедов и стал самым крупным полевым командиром на западе Афганистана. Организовал инфраструктуру партизанской деятельности афганских моджахедов в провинциях: Герат, Фарах, Бадгис, Гор, утвердившись в статусе главнокомандующего формированиями вооружённой оппозиции на всём западе Афганистана.
Командующий силами «Западной объединённой группировки» афганских моджахедов в период с 1979—1989 г.г., получал финансовую помощь политического альянса шиитских партий «Шиитской восьмерки» (Союз восьми) — союза оппозиционных партий, ориентированных на Исламскую республику Иран, также получал финансирование партии «Исламского общества Афганистана» в составе другого политического альянса суннитских партий — «Пешаварской семерки» — союза оппозиционных партий, ориентированных на Пакистан и государства суннитского большинства, в том числе в рамках секретной операции ЦРУ «Циклон».
Выдержка из книги В.Марковского «Жаркое небо Афганистана»:
«Самым видным из здешних полевых командиров был Туран Исмаил, в прошлом армейский капитан, перешедший к моджахедам после апрельской революции. Военный опыт, грамотность и требовательность быстро позволили ему стать местным эмиром, во власти которого находились семь провинций и армия в пять тысяч боевиков».
Крупный военачальник формирований афганских моджахедов, организатор системы боевого управления и тыла мятежников в западных провинциях ДРА, идеолог размещения на территории Ирана, вдоль границы с Афганистаном баз и тренировочных лагерей по подготовке военных специалистов, инициатор строительства на границе с Ираном в 1984 году мощного базового района «Кокари-Шаршари». Части и соединения Советских войск в августе 1986 года в ходе крупномасштабной войсковой операции «Западня» овладели данным укреплённым районом, установив над ним временный контроль, однако спустя короткое время «Кокари», вновь функционировал.

## Карьера политического и военного деятеля
В правительстве Исламской республики Афганистан решал промышленные и социально-экономические вопросы. Будучи губернатором провинции Герат, Исмаил-хан ввёл на подконтрольных территориях запрет на европейские танцы, западные фильмы и журналы, ограничил деятельность иностранных журналистов. Провинция Герат относилась к числу наиболее экономически благополучных и безопасных.
После захвата в 1995 году города Герат талибами долгое время скрывался в труднодоступных районах Афганистана. 18 мая 1997 года в ходе организации антиталибского восстания в провинции Бадгис был схвачен талибами, заточён в Кандагарскую тюрьму, где провёл более трёх лет. 27 марта 2000 года сын, Мирвайс Саддык, организовал ему побег, после которого Исмаил-хан продолжительное время скрывался в Иране и Пакистане.
В Герат Исмаил-хан вернулся весной 2001 года, обладая формированием более 3-х тысяч регулярных воинов и свыше 25-ти тысяч оплачиваемых им резервистов. Уже осенью он управлял своими формированиями в боевых действиях против войск движения «Талибан», а после их свержения вновь вернул себе пост губернатора провинции Герат.
В феврале 2002 года после достижения договорённости с Хамидом Карзаем освободил из тюрем Герата восемьдесят пуштун и заявил, что поддерживает «центральную власть» в Кабуле и её главу — пуштуна Х.Карзая. Несмотря на лояльность к «пропуштунской» власти, спустя короткое время Исмаил-хан был втянут в вооруженное противостояние с местными пуштунскими группировками.

## Покушение и гибель сына
Исмаил-хан, переживший множество покушений, в ходе очередного — в апреле 2004 года был ранен и потерял сына Мохаммада Мирвайса Саддыка, министра гражданской авиации и туризма Афганистана.
Президент Хамид Карзай, решив взять под свой контроль ситуацию в провинции Герат, выслал туда транспортной авиацией шестьсот бойцов национальной армии Афганистана. Для командования операцией был назначен полковник Закир Наби-заде, командир 17-й пехотной бригады афганской армии, дислоцированной в провинции Герат,.
Между тем, сын губернатора Герата Исмаил-хана — Мохаммад Мирвайс Саддык, министр гражданской авиации и туризма Афганистана, прибывший в Герат из Кабула в служебную командировку, воспользовался личным автомобилем отца, который на пути следования подвергся вооружённому нападению с применением гранатомётов и стрелкового вооружения. В итоге двое сопровождавших его полицейских и сам Мирвайс Саддык погибли. Предположительно, объектом ликвидации должен был стать сам Исмаил-хан.
Нападавшие, со слов очевидцев, скрылись в резиденции командира 17-й пехотной бригады полковника Закира Наиб-заде. Тотчас сторонники Исмаил-хана обвинили в организации нападения на министра Мирвайса Саддыка его давнего противника — полковника Закира Наиб-заде.
Наиб-заде же настаивал на том, что Мирвайс Саддык вторгся в его резиденцию, намереваясь свершить возмездие за раненого накануне в ходе покушения Исмаил-хана, и застрелить его, но был опережён личной охраной. Данное драматическое событие усугубило личный конфликт.
Сразу после получения известия о гибели сына Исмаил-хан направил верные себе войска численностью более трёх тысяч бойцов в расположение казарм 17-й пехотной бригады правительственных войск с целью арестовать З.Наиб-заде, где забаррикадированные вместе со своим командиром семьсот его сторонников встретили атакующих плотным огнём.
Всю ночь в расположении части шли непрерывные бои с применением тяжелой артиллерии и гусеничной бронетехники с большим количеством человеческих жертв. В результате массированных ударов и следующего за ними штурма казармы были захвачены, а командующий пехотной бригадой Закир Наиб-заде с приближёнными офицерами бежал в горы. Бригада, прекратив сопротивление, сдалась отрядам губернатора Исмаил-хана.

## Пленение талибами и эмиграция
Вскоре после начала вывода американских войск из Афганистана вооруженные отряды движения «Талибан» начали успешное масштабное наступление против правительственных сил. В конце июля 2021 года вооруженные исламисты подошли к возглавляемому Исмаил-ханом Герату и в ходе боев с верными ему подразделениями 12 августа заняли город. Сам Исмаил-хан пытался бежать на вертолёте, но безуспешно, после чего был захвачен талибами в плен и заключен под домашний арест в своей резиденции. 17 августа 2021 года талибы освободили Исмаил-хана из под стражи в обмен на эмиграцию из страны, после чего он уехал в Иран.